# Leny Yoro
Leny Yoro (Saint-Maurice, 13 de novembro de 2005) é um futebolista francês que atua como zagueiro. Atualmente joga pelo Manchester United.
Formado nas categorias de base do Lille onde chegou em 2017, Yoro tornou-se um dos jogadores mais jovens a fazer sua estreia pelo time principal em maio de 2022, aos 16 anos, 6 meses e 1 dia. Após em sua primeira temporada ser atuar e entrar mais como reserva, tornou-se uma peça fundamental na sua segunda temporada. Suas boas atuações renderam-lhe os prêmios de jogador do mês da Ligue 1 em abril de 2024 e ao fim integrou a seleção do torneio. Ainda em 2024, assinou com o Manchester United pelo valor de 62 milhões de euros (52,2 milhões de libras) um dos zagueiros mais caros da história e a terceira transferência mais cara de um adolescente na história da Premier League.
Nas seleções de base, Yoro representou a França nas categorias sub-17, sub-18, sub-19, sub-21 e sub-23.

## Carreira

### Início
Com ascendência marfinense por parte de pai, Leny Yoro nasceu no dia 13 de novembro de 2005 na comuna de Saint-Maurice, na França, e teve como primeiro clube o Alfortville, clube que partilha o mesmo nome da comuna. 
Atuou pelo Alfortville uma temporada antes de mudar-se com sua família para Lille com apenas cinco anos. Atuou pelo clube local Villeneuve-d'Ascq por alguns anos antes de integrar  a base do Lille em 2017.

### Lille

#### 2022–23
| “                                                 | Leny, naquela época, ainda tinha 16 anos e a ideia era que ele participasse apenas da pré-temporada. Depois de apenas dois dias, eu disse: ‘Não, não, ele vai ficar conosco aqui’. Para mim, os jogadores não têm idade se têm talento. [...] Foi muito fácil perceber que ele seria importante para o time. Em todos os meus anos como treinador, nunca vi um jogador tão jovem com tanta maturidade. Ele tem muita classe, muita elegância. Ele é um jogador lindo." | ” |
| — Paulo Fonseca sobre os primeiros passos de Yoro | |   |

Yoro fez sua estreia pela equipe B do Lille em 2022 e rapidamente destacou-se, assinando seu primeiro contrato profissional com o clube em 10 de janeiro de 2022. Fez sua estreia profissional pelo Lille na vitória por 3–1 sobre o Nice em 14 de maio de 2022, na penúltima partida da temporada. Com 16 anos, seis meses e um dia de idade, Yoro foi o segundo jogador mais jovem a estrear pelo clube ficando atrás apenas de Joël Depraeter-Henry e tomando o segundo lugar de Eden Hazard. No início de agosto estendeu seu contrato com o clube até junho de 2025.
Foi definitivamente integrado na equipe principal nessa temporada, onde escolheu o número 15 para usar. Em 17 de setembro atuou pela primeira vez como titular na vitória por 2–1 diante do Toulouse e tornou-se o mais jovem a ser titular do clube superando Oumar Dieng. O então ainda técnico do clube Paulo Fonseca declarou: "Leny mereceu esta titularidade, dado o jeito que trabalhou com a equipe. Ele mereceu ter uma oportunidade. Ele teve uma boa partida. [...] Tendo 16 anos, ele fez uma performance sólida, com muito caráter." Ao todo foram 15 partidas disputadas.

#### 2023–24

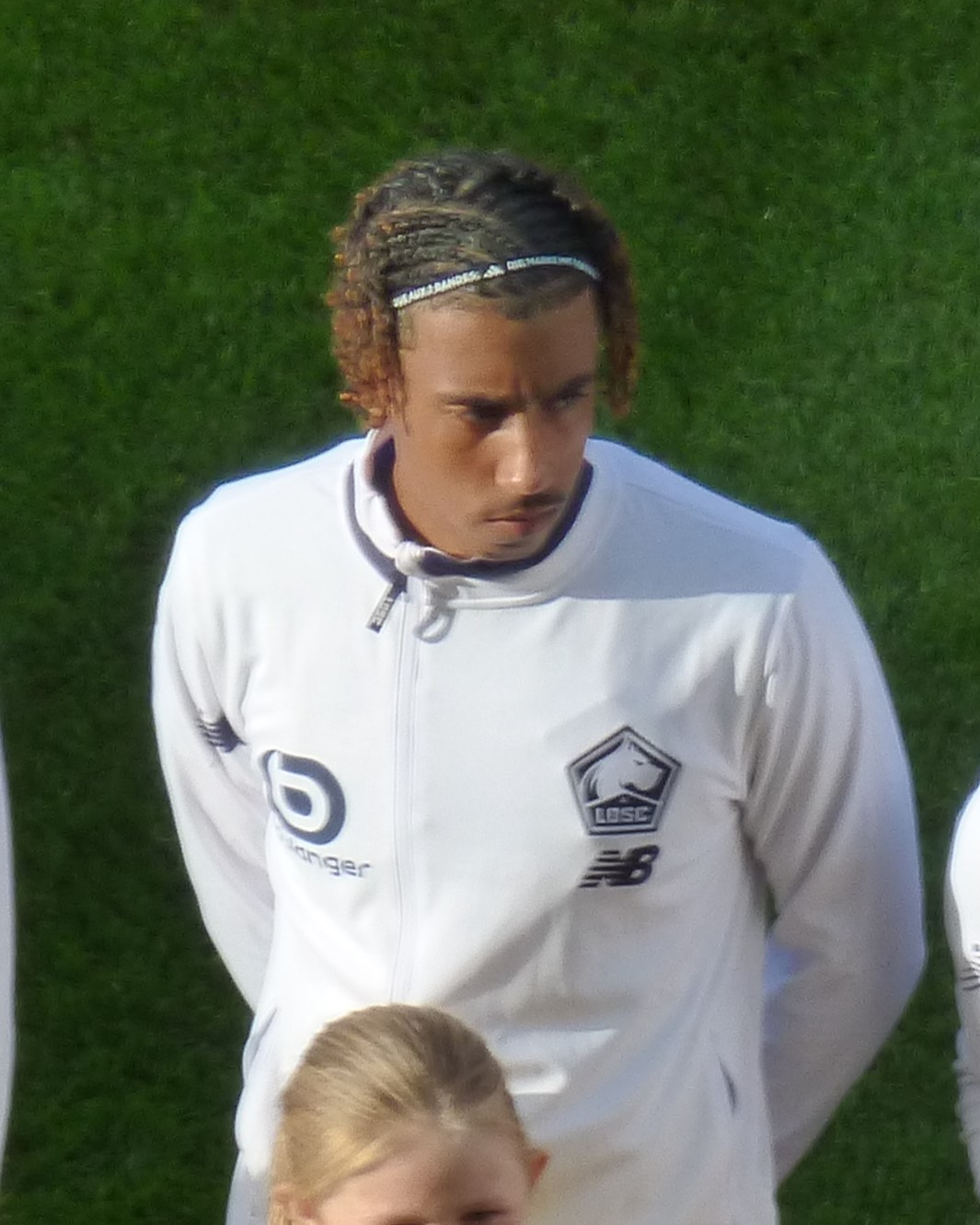
Yoro em partida pelo Lille em 2023

Em sua segunda temporada consolidou-se como titular absoluto na equipe e jogou 32 partidas das 34 do clube na Ligue 1, sendo o segundo jogador mais utilizado do Campeonato Francês com um total de 3690 minutos em todas as competições com apenas 18 anos. Em 24 de agosto de 2023, Yoro marcou seu primeiro gol pelo clube em uma vitória por 2–1 sobre o Rijeka, na primeira mão dos playoffs da Liga Conferência da UEFA de 2023–24. Um mês depois marcou novamente no empate por 2–2 contra o Rennes.
De acordo com estudos publicados em outubro de 2023, Yoro foi o segundo defensor que venceu mais duelos entre todos os jogadores na Europa na temporada em todas as faixas etárias, com 89% de duelos defensivos vencidos. Yoro também foi o melhor jogador abaixo dos 23 anos em duelos defensivos vencidos. Ao lado de Virgil van Dijk, foi o único defensor dentre todas as ligas europeias a estar entre os 10% melhores tanto na taxa de sucesso em duelos defensivos quanto nos duelos aéreos.
Até março de 2024, Yoro também era um dos melhores passadores da Ligue 1, com um total de 1537 passes realizados – o sétimo na liga em todas as posições – e uma taxa de precisão de 92,3%. E no mesmo mês, foi eleito para lista do NXGN da Goal, figurando na 10ª posição. O Lille terminou em 4º lugar e Yoro foi um dos principais jogadores da equipe, ajudando o clube a classificar para fase de qualificação e rodada de playoffs da Liga dos Campeões de 2024–25. Em abril de 2024, foi eleito o jogador do mês da Ligue 1 e ao final da temporada também foi ao prêmio de melhor jogador jovem, além de ser eleito para a seleção da Ligue 1.
Amplamente considerado uma das melhores promessas e com um futuro grandioso para um defensor, Yoro declarou após a cerimônia de premiação da UNFP:
| “ | É um pouco de um sonho de infância que se tornou realidade. Acaba uma temporada incrível que tivemos com os torcedores, a equipe técnica e o time, que foi incrível. [...] É uma honra ter tanta atenção. Quando você é um jogador de futebol, tem que esperar um pouco por isso. Sabemos que nossas performances são examinadas. Depois, eu jogo meu futebol. Se há pessoas assistindo, é sinceramente positivo para mim e isso não me impacta em campo de forma alguma. Eu jogo como sempre joguei, não importa quem está me assistindo ou assistirá." | ” |

 Ao todo foram 60 partidas pelo Lille antes de transferir-se.

### Manchester United
Em 18 de julho de 2024, assinou contrato e foi oficialmente anunciado pelo Manchester United por cinco anos, até 2029, com a opção de mais um ano adicional. De acordo com a imprensa esportiva, a transferência conteve uma uma taxa inicial estimada de 62 milhões de euros (52,2 milhões de libras) e 8 milhões de euros (6,7 milhões de libras) referente a bônus dependendo de metas.
Este valor tornou-o a terceira contratação mais cara de um adolescente na história da Premier League, através apenas de Anthony Martial e Roméo Lavia. Recebeu o número 15 dos Reds Devils, que pertenceu ao ídolo do clube Nemanja Vidić. Antes de sua transferência ser oficializada, Yoro também foi alvo de outros clubes como Real Madrid, Paris Saint-Germain e Liverpool.
Yoro fez sua estreia pelo Manchester no primeiro amistoso de pré-temporada em 20 de julho de 2024, atuando na vitória por 2–0 sobre o Rangers. No jogo seguinte, ainda em uma partida amistosa, Yoro lesionou-se ao enfrentar o Arsenal. A fratura no pé iria fazer com que o defensor ficasse afastado dos gramados por três meses, perdendo assim a decisão da Supercopa da Inglaterra de 2024 e as primeiras rodadas da Premier League.

## Seleção Nacional

### França
Yoro nasceu na França, mas por sua ascendência marfinense poderia atuar pela Costa do Marfim também. Atuou pelas categorias francesas Sub-17 (onde chegou a ser capitão), Sub-18 e Sub-19.
Yoro também atuou pelo Sub-23 num amistoso contra a Costa do Marfim (vitória por 3–2) e foi um dos convocados para o Sub-23 para representar o país nos Jogos Olímpicos de Paris em 2024, mas sua ida foi vetada pelo Lille por contar com o jogador na fase de qualificação e playoffs da Liga dos Campeões de 2024–25.

## Vida pessoal
Yoro estudou na academia de Lille e formou-se em ciência de gestão.

## Estatísticas
Atualizadas até 21 de julho de 2024.

### Clubes
| Equipe            | Temporada         | Campeonato nacional | Campeonato nacional | Campeonato nacional | Copa nacional[a] | Copa nacional[a] | Copa nacional[a] | Competições continentais[b] | Competições continentais[b] | Competições continentais[b] | Outros torneios[c] | Outros torneios[c] | Outros torneios[c] | Total | Total | Total   |
| Equipe            | Temporada         | Jogos               | Gols                | Assist.             | Jogos            | Gols             | Assist.          | Jogos                       | Gols                        | Assist.                     | Jogos              | Gols               | Assist.            | Jogos | Gols  | Assist. |
| ----------------- | ----------------- | ------------------- | ------------------- | ------------------- | ---------------- | ---------------- | ---------------- | --------------------------- | --------------------------- | --------------------------- | ------------------ | ------------------ | ------------------ | ----- | ----- | ------- |
| Lille B           | 2021–22           | 13                  | 0                   | 0                   | —                | —                | —                | —                           | —                           | —                           | —                  | —                  | —                  | 13    | 0     | 0       |
| Lille B           | Total             | 13                  | 0                   | 0                   | 0                | 0                | 0                | —                           | —                           | —                           | 0                  | 0                  | 0                  | 13    | 0     | 0       |
| Lille             | 2021–12           | 1                   | 0                   | 0                   | —                | —                | —                | —                           | —                           | —                           | —                  | —                  | —                  | 1     | 0     | 0       |
| Lille             | 2022–23           | 13                  | 0                   | 0                   | 2                | 0                | 1                | —                           | —                           | —                           | —                  | —                  | —                  | 15    | 0     | 1       |
| Lille             | 2023–24           | 32                  | 2                   | 0                   | 3                | 0                | 0                | 9                           | 0                           | 0                           | —                  | —                  | —                  | 44    | 3     | 0       |
| Lille             | Total             | 46                  | 2                   | 0                   | 5                | 0                | 1                | 9                           | 0                           | 0                           | 0                  | 0                  | 0                  | 60    | 3     | 1       |
| Manchester United | 2024–25           | 0                   | 0                   | 0                   | 0                | 0                | 0                | 0                           | 0                           | 0                           | 0                  | 0                  | 0                  | 0     | 0     | 0       |
| Manchester United | Total             | 0                   | 0                   | 0                   | 0                | 0                | 0                | 0                           | 0                           | 0                           | 0                  | 0                  | 0                  | 0     | 0     | 0       |
| Total na carreira | Total na carreira | 59                  | 2                   | 0                   | 5                | 0                | 1                | 9                           | 0                           | 0                           | 0                  | 0                  | 0                  | 73    | 3     | 1       |

- a. ^ Jogos da Copa da França
- b. ^ Jogos da Liga Conferência da UEFA
- c. ^ Jogos da

### Seleção Francesa
Atualizadas até dia 21 de julho de 2024.
Sub-17
| Ano   |       |      |         |
| Ano   | Jogos | Gols | Assist. |
| ----- | ----- | ---- | ------- |
| 2021  | 1     | 0    | 0       |
| Total | 1     | 0    | 0       |

Sub-18
| Ano   |       |      |         |
| Ano   | Jogos | Gols | Assist. |
| ----- | ----- | ---- | ------- |
| 2022  | 1     | 0    | 0       |
| 2023  | 4     | 0    | 0       |
| Total | 5     | 0    | 0       |

Sub-19
| Ano   |       |      |         |
| Ano   | Jogos | Gols | Assist. |
| ----- | ----- | ---- | ------- |
| 2023  | 2     | 0    | 0       |
| Total | 1     | 0    | 0       |

Sub-21
| Ano   |       |      |         |
| Ano   | Jogos | Gols | Assist. |
| ----- | ----- | ---- | ------- |
| 2023  | 4     | 0    | 0       |
| Total | 4     | 0    | 0       |

Sub-23
| Ano   |       |      |         |
| Ano   | Jogos | Gols | Assist. |
| ----- | ----- | ---- | ------- |
| 2024  | 1     | 0    | 0       |
| Total | 1     | 0    | 0       |

## Títulos

### Prêmios Individuais
- NXGN 2024 (Goal): 10º lugar
- Jogador do mês da Ligue 1 de 2023–24: Abril de 2024
- Seleção da Ligue 1 de 2023–24